# Chiesa di San Giacomo Maggiore (Massignano)
La chiesa di San Giacomo Maggiore è la parrocchiale di Massignano, in provincia di Ascoli Piceno e arcidiocesi di Fermo: fa parte della vicaria di Pedaso.

## Storia
L'originaria chiesa intitolata a san Giacomo Maggiore era ubicata nel luogo dove poi sarebbe sorto il palazzo municipale.
Grazie ad alcuni documentati datati 1461 si apprende che questo luogo di culto era di pertinenza dei frati agostiniani che a Massignano avevano un loro convento; soppresso quest'ultimo nel 1652 da papa Innocenzo X, la proprietà chiesa passò al comune, mentre della manutenzione della struttura si prese cura la confraternita del Santissimo Sacramento.
Nella seconda metà del Settecento venne costruita la nuova parrocchiale; l'edificio, realizzato anche grazie un lascito del diplomatico carassanese Giuseppe Callisto Gentili e su progetto dell'architetto Pietro Augustoni, fu aperto al culto nel 1785.

## Descrizione

### Esterno
La facciata della chiesa, rivolta a sudovest, è suddivisa da una cornice marcapiano in due registri, entrambi scanditi da lesene doriche; quello inferiore presenta il portale d'ingresso, sormontato dal frontoncino spezzato, mentre quello superiore è caratterizzato da una finestra e coronato dal timpano di forma triangolare.
Annesso alla parrocchiale è il campanile a base quadrata, la cui cella presenta su ogni lato una monofora a tutto sesto ed è coperta dal tetto a quattro falde.

### Interno
L'interno dell'edificio si compone di un'unica navata, sulla quale si affacciano le poco profonde cappelle laterali, introdotte da archi a tutto sesto, e le cui pareti sono scandite da lesene terminanti con capitelli compositi e sorreggenti la trabeazione modanata e aggettante sopra la quale si imposta la volta a botte; al termine dell'aula si sviluppa il presbiterio, rialzato di alcuni gradini e chiuso dall'abside semicircolare, nella quale trova posto il coro.
Qui sono conservate diverse opere di pregio, tra le quali la tavola avente come soggetto la Vergine adorante il bambino, eseguita da Vittore Crivelli negli anni ottanta del XV secolo, la tela ritraente l'Immacolata concezione con i Santi Francesco d'Assisi, Giacomo Maggiore, Gervasio e Protasio, realizzata dall'ascolano Nicola Monti nel XVIII secolo, e la settecentesca tela raffigurante l'Adorazione dei pastori con sant'Antonio da Padova, dipinta da Alessandro Ricci.